# Пидпалый, Владимир Алексеевич
Влади́мир Алексе́евич Пидпа́лый (13 мая 1936, с. Лазорки, ныне Оржицкий район, Полтавская область — 24 ноября 1973, Киев) — украинский поэт, прозаик, редактор, переводчик и общественный деятель.

## Биография
Родился 13 мая 1936 в селе Лазорки (ныне — в Оржицком районе Полтавской области). Учился в Величанской семилетней и Лазорковской средней школах. С 1953 года, по окончании 10 классов, работал в МТС, колхозе. В 1955—1957 годы — на срочной службе на флоте.
В 1962 году окончил филологический факультет Киевского университета. Работал старшим редактором поэзии в издательстве «Советский писатель». Член Союза писателей СССР с 1967 года.
Похоронен на Байковом кладбище.

### Семья
Отец — Алексей Лукич Пидпалый (? — 1943, погиб под Киевом). Мать — Ольга Степановна (? — 21.1.1957).
Жена, дочь.

## Творчество
Его первые стихи вышли в 1958 году в газетах «Молодёжь Украины» и «Смена». В последующие годы выпустил сборники «Зелёная ветвь» (1963), «Повесенье» (1964), «Тридцатое лето» (1967), «В дорогу — за ласточками» (1968), «Вишневый мир» (1970). Переводил на украинский язык произведения русских, еврейских, армянских писателей.
Выполнил поэтический перевод «Слова о полку Игореве» (фрагменты перевода опубликованы в 1979 и 1986 годах), особенностями которого явились собственные ритмомелодические трактовки, членение текста на озаглавленные разделы с разнообразной их ритмикой.

## Комментарии
1. ↑  Дата рождения приведена по источникам[1][2]. В автобиографии[3] указана дата рождения 9 мая.